# The Incredible Adventures of Van Helsing
The Incredible Adventures of Van Helsing (русское название — «Van Helsing. Новая история») — компьютерная ролевая игра в стиле hack and slash, разработанная и выпущенная венгерской компанией NeocoreGames в 2013 году. В России издает компания Бука. События игры происходят в XIX веке в вымышленной восточноевропейской стране Борговия. Главный герой игры, охотник за вампирами Ван Хельсинг — сын Абрахама Ван Хельсинга — и его призрачная спутница леди Катерина должны сражаться с монстрами, наводнившими Борговию. Разработчики игры описывали стиль игры как «готический нуар» с намеренно анахроничными юмором и техническими приспособлениями, используемыми Ван Хельсингом. В августе 2012 года разработчики объявили о намерении выпустить еще две игры-продолжения, превратив The Incredible Adventures of Van Helsing в трилогию.

## Об игре
Игрок убивает монстров, за это он получает опыт, с накоплением опыта — получает уровень. С получением уровня, может потратить очки на характеристики. В игре есть огнестрельное оружие (пистолеты, ружья) и оружие ближнего боя (мечи). Игрок может надевать различную броню, наколенники, плащ, нагрудник, шлем, пояс, шляпу, амулет. Торговать с торговцами в городе, продавая найденные вещи, и покупать у них новые. Брать и выполнять квесты, говоря с разными персонажами в городе. Пить эликсиры маны или здоровья, если сильно снизился уровень здоровья или маны.
Есть четыре характеристики персонажа, на которые можно потратить очки опыта:
- Телосложение — повышает защиту и атаку в ближнем бою
- Ловкость — повышает урон оружием дальнего боя и шанс уклониться от атаки врага
- Сила воли — увеличение количества маны и колдовства
- Удача — увеличивает шанс найти золото, магические предметы и шанс уклониться от удара врага, также повышает шанс нанести критический удар.

Леди Катерина — призрак, которого спас отец Ван Хельсинга, за это призрак теперь помогает семье. Она помогает Ван Хельсингу, везде сопровождая его, иногда даже в диалогах с другими персонажами. Поведение Катерины можно менять от агрессивного до нейтрального, указывать ей биться в ближнем бою или в дальнем. Леди Катерина имеет свои характеристики (силу, ловкость и т. д.), навыки и инвентарь, где её можно одевать в броню и давать разное оружие.

## Отзывы и популярность
| Сводный рейтинг       | Сводный рейтинг                                   |
| Агрегатор             | Оценка                                            |
| --------------------- | ------------------------------------------------- |
| GameRankings          | 74,12 %                                           |
| Metacritic            | 72/100 (PC, 52 обзора 59/100 (Xbox One, 8 обзоров |
| Иноязычные издания    |                                                   |
| Издание               | Оценка                                            |
| GameSpot              | 7,5/10                                            |
| RPGamer               | 4,0/5                                             |
| Русскоязычные издания |                                                   |
| Издание               | Оценка                                            |
| Riot Pixels           | 70/100                                            |

Игра получила смешанные отзывы. На сайте-агрегаторе Metacritic средняя оценка игры составляет 72 из 100 на основе 52 обзоров для платформы PC и 59 из 100 на основе 8 обзоров для Xbox One.
Летом 2018 года, благодаря уязвимости в защите Steam Web API, стало известно, что точное количество пользователей сервиса Steam, которые играли в игру хотя бы один раз, составляет 726 646 человек, а в The Incredible Adventures of Van Helsing: Final Cut — 184 404 человека.